# Cosmin Păulescu
Cosmin Petru Păulescu (n. 1970, Craiova) este un artist plastic român. Este membru al Uniunii Artiștilor Plastici din România.

## Biografie
Cosmin Petru Păulescu s-a născut în Craiova, unde a urmat Liceul de Artă. A absolvit în anul 1996, în București, Academia de Arte, secția Artă Vizuală. Din 2006 este doctor în Arte Vizuale. În prezent este Decan al Facultății de Arte Decorative și Design.

## Expoziții (selectiv)

### Expozitii naționale
- 2020: Dincolo de alte orizonturi, expoziție de pictură contemporană realizată de artiști români și britanici, Muzeul de Artă, Palatul Culturii, Iași
- 2012: Corp 2012, Căminul Artei, București
- 2011: Mario Vargas Llosa. Posibilă ilustrație de carte, Elite Art Gallery, București
- 2010: 10 pentru deceniul zece, Elite Art Gallery, București
- 2009: Aegyssus, Bienala Națională de Artă Contemporană, Muzeul de Artă, Tulcea
- 2009: races: Romanian Contemporary Art, UNA Galeria București
- 2008: Clipuri urbane, Centrul de Artă Contemporană, București
- 2007: Eurobarometru visual “Vecinătatea” , MNAC Galeria etaj 3/4 TNB Bucuresti
- 2006: Pollution, Interart, Miercurea-Ciuc
- 2004: Fabrica, Galeria HT003, București
- 2002: A New Brand of Contemporary Art, (Centrul Internațional pentru Artă Contemporană) București
- 2001: Festivalul “Periferic”, Iași, Ediția V 2
- 2000: Expoziția de artă decorativă, Muzeul Literaturii Române, București
- 1999: Inventând un popor, artă contemporană în Balcani, Sala Dalles, București
- 1998: 3 luni Amsterdam, Galeria Eforie – Atelier 35, București
- 1998: Poze, Galeria Eforie, București

### Expozitii internaționale
- 2012: Der Mensch. Der Fluss. Malerei der Donaulander, Galeria Academiei Sofia, Bulgaria
- 2011: Der Mensch. Der Fluss. Malerei der Donaulander, Landratsamt Schwarzwald-Baar-Kreis, Villingen-Schwenningen, Germania
- 2008: Traces: Romanian Contemporary Art, Selby Gallery –Sarasota,Florida-SUA
- 2008: Traces: Romanian Contemporary Art, Robert Else Gallery – Sacramento, California, SUA
- 2008: Traces: Romanian Contemporary Art, CIAC Pont Aven, Franța
- 1999: Expoziție de artă românească, La Louviere, Belgia
- 1999: Inventând un popor, artă contemporană în Balcani Galeria Națională de Artă Internațională Sofia, Bulgaria
- 1999: Inventând un popor, artă contemporană în Balcani Muzeul Macedoniei pentru Arta Contemporană, Grecia
- 1999: Durers Erbe an der Bukarester Kunst Academie”Gallerie im Altstadthof-Nurnberg
- 1999: Inventând un popor, artă contemporană în Balcani Istambul, Turcia
- 1997: Seara performance, Amsterdam, Olanda
- 1996: Proiect 2000, Torino, Italia
- 1996: Habitat, Istambul, Turcia
- 1996: Mediawawe, Festivalul de Film, Gyor, Ungaria
- 1995: Interferențe, Amsterdam, Olanda
- 1994: Expoziția Academiei de Artă, Budapesta, Ungaria
- 1993: Bienala Academiilor de Artă Europene, Maastricht, Olanda

## Premii
- 1996 - Premiul II Habitat, Centrul de informare ONU pentru România
- 1995 - Premiul Catedrei de Artă Murală
- 1994 - Premiul Tudor Ștefan Bostina, concurs al tinerilor artiști, Galeria Dominus